# Hieracium amphisericophorum
Hieracium amphisericophorum es una especie de planta con flor del género Hieracium, de la familia Asteraceae, orden Asterales.

## Distribución
Hieracium amphisericophorum se distribuye por Italia.

## Taxonomía
Fue descrita científicamente por Zahn. Fue publicada en H.G.A.Engler (ed.), Pflanzenr., IV, 280: 547 (1921).